# Odruch kichania spowodowany światłem słonecznym
Odruch kichania spowodowany światłem słonecznym (zespół ACHOO, ang. ACHOO syndrome, Autosomal dominant Compelling Helio-Ophthalmic Outburst syndrome, photic sneeze reflex, Peroutka sneeze) – częste, ale słabo poznane zjawisko odruchowego kichania po nagłej ekspozycji oczu na światło, zwykle słoneczne. Odruch może polegać na pojedynczym kichnięciu lub powtarzających się kichnięciach (notowano liczbę 43). Dotyczy dużej części populacji, przeciętnie 18% do 35%, częstszy u rasy białej. Cecha jest dziedziczona autosomalnie dominująco.
Pierwszym, który opisał ten fenomen, był Arystoteles.
Teorie tłumaczące mechanizm odruchu postulują nieprawidłowości w transmisji sygnałów w jądrze nerwu trójdzielnego. Nadmierna stymulacja nerwu wzrokowego miałaby wpływać na jądro nerwu trójdzielnego i wywołać odruch kichania, za który są odpowiedzialne gałązki nerwu trójdzielnego zaopatrujące śluzówkę nosa. Taka nadmierna stymulacja ma miejsce np. przy nagłym przejściu z ciemnego pomieszczenia w silnie nasłonecznione. Inna teoria tłumaczy kichanie ściekaniem łez przez przewód nosowo-łzowy do nosa. Szybkość wywołania odruchu przemawia na korzyść tej pierwszej teorii.
Ponadto donoszono o przypadkach kichania wywołanego gwałtowną inhalacją zimnego powietrza lub silnymi przyprawami (np. mocna guma miętowa), co również można tłumaczyć nadmierną stymulacją innych nerwów czaszkowych.